# Jacques Maritain

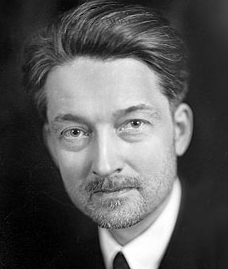
Jacques Maritain

Jacques Maritain (* 18. November 1882 in Paris; † 28. April 1973 in Toulouse) war ein französischer Philosoph, ein Schüler von Henri Bergson und maßgeblicher Vertreter der katholischen Philosophie im 20. Jahrhundert.

## Überblick
Während seines Studiums an der Pariser Sorbonne kam Jacques Maritain mit dem Gedankengut von Thomas von Aquin in Berührung, das im Mittelpunkt seiner zahlreichen Publikationen steht. Unter dem Einfluss von Léon Bloy trat Maritain, der selbst in einem protestantischen Milieu aufgewachsen war, mit seiner Ehefrau Raïssa 1906 der katholischen Kirche bei.
In den 1930er Jahren hielt er sich verschiedentlich zu Gastvorlesungen in den USA auf. Bei Ausbruch des Zweiten Weltkrieges entschied er, in Nordamerika zu bleiben. Er lehrte in Toronto, Kanada, an der Princeton University in Princeton, New Jersey, und an der Columbia University in New York City.
Nach dem Zweiten Weltkrieg war er französischer Botschafter im Vatikan und wirkte am Text der UN-Menschenrechtscharta mit. Von 1948 bis 1960 lehrte er als emeritierter Professor an der Princeton University und kehrte anschließend nach Frankreich zurück. Nach dem Tod seiner Ehefrau Raïssa Ende 1960 lebte der Witwer bis zu seinem Tod als Mitglied bei der französischen Ordensgemeinschaft Kleine Brüder Jesu des Charles des Foucauld in Toulouse.
Die große Anerkennung, die sich Maritain in den USA erwarb, dokumentiert sich in dem an der University of Notre Dame in South Bend, Indiana, USA bestehenden Jacques Maritain Center. Die Königliche Akademie von Belgien nahm ihn im Dezember 1945 als assoziiertes Mitglied auf. 1955 wurde er als Ehrenmitglied in die American Academy of Arts and Letters gewählt.
Dem christlichen Denken von Maritain wird großer Einfluss auf die katholische Kirche in der zweiten Hälfte des 20. Jahrhunderts zugebilligt, da sein Integraler Humanismus (Buchtitel von 1935) den Dialog mit der Moderne vorbereitet habe, den das II. Vatikanum der Kirche zur Aufgabe gemacht hat.

## Maritain im Detail

### „Vorthomistische“ Phase

#### Ausbildung und Beginn
Geboren wurde Maritain am 18. November 1882 in Paris. Als junger Mann beschäftigte er sich mit sozialistischen Ideen und stand während der Affäre um den jüdischen Obersten Alfred Dreyfus auf dessen Seite gegen ungerechtfertigte Angriffe. 1901 traf er während seines Studiums an der Pariser Sorbonne seine Kommilitonin Raïssa Oumansoff, die Tochter russisch-jüdischer Immigranten – beide verband lebenslang eine romantische, intellektuelle und spirituelle Zusammenarbeit. In seiner vorthomistischen Phase (1882–1910) wandte sich Maritain, da er nach Lebenssinn stiftender absoluter Wahrheit suchte, vom liberal-relativistischen Protestantismus seiner Familie ab und ließ sich 1906 mit Raïssa (1883–1960) – inzwischen seine Frau – und mit Léon Marie Bloy als Pate in die katholische Kirche aufnehmen. Zunächst frustriert durch die positivistischen und antimetaphysischen Strömungen an der Sorbonne, an der er von 1900 bis 1906 Philosophie und Naturwissenschaften studierte, fand er in der Philosophie von Henri Bergson einen grundsätzlichen Zugang zum Absoluten. Weil er dessen Ansatz als anti-intellektuell ansah, kam ihm ein Stipendium der Biologie sehr entgegen, das ihm von 1906 bis 1908 in Heidelberg bei Hans Driesch die Möglichkeit bot, die Philosophie fürs Erste ruhen zu lassen. Dies änderte sich schlagartig, als Maritain ab dem Herbst 1910 mit dem Studium der Summa Theologiae begann.

#### Kritik an Bergson und erste Werke
Mit dem Eifer eines Neophyten zeigte Maritain 1914 mit seinem ersten Buch (La Philosophie bergsonienne) offensiv die Widersprüche in Bergsons Denken durch eine Gegenüberstellung mit der thomistischen Philosophie auf. Von da an versuchte Maritain einerseits, die Grundbegriffe des hl. Thomas und der klassischen Metaphysik in verschiedenen Bereichen fruchtbar zu machen, so u. a. in der Philosophiegeschichte (Antimoderne 1922; Trois Réformateurs 1925), in der Ästhetik (Art et Scolastique 1920; Frontières de la poésie 1926), in Fragen der Spiritualität (De la vie d’oraison 1925; Primauté du spirituel 1927). Gleichzeitig stand Maritain in intensivem Austausch mit Schriftstellern, Künstlern und Denkern verschiedener Couleur (viele Briefwechsel, u. a. mit Julien Green 1926–1972, Réponse à Jean Cocteau 1926). Maritains geistiges Interesse, verstärkt durch seine Professur für moderne Philosophiegeschichte ab 1914 am Institut Catholique, ließ ihn zunächst im Universum der Ideen völlig aufgehen. Das brachte nach dem Urteil seiner Frau Raïssa eine gewisse Weltfremdheit mit sich, da ihn seine Mitmenschen nur als „Träger abstrakter Theorien“ interessierten. In dieser Phase widmete sich Maritain vor allem epistemologischen Problemen.

### Thomismus und Humanismus
Im Thomismus fand er nicht nur „eine realistische Philosophie des Begriffes“, sondern auch eine Metaphysik, die er vehement gegen Modernismus und Liberalismus einsetzte. Seine Sympathie mit der Action Française, forciert durch seinen Beichtvater Humbert Clérissac OP, und seine Äußerungen gegen den „Demokratismus“ und die „egalitäre Utopie“ führten dazu, dass man ihn nicht nur zur extremen Rechten zählte, sondern auch als „Sprecher der kirchlichen Lehre“ sah. Das änderte sich deutlich nach dem Verbot der restaurativ-royalistischen Action Française durch Pius XI. 1926. Indem Maritain Roms Position verteidigte (Le sens de la condamnation 1927; Clairvoyance de Rome 1929), distanzierte er sich zunehmend von konservativen philosophischen wie auch kirchlichen Kreisen. Als epistemologisches Hauptwerk und gleichzeitig als Schlussstrich seiner konzeptualistischen Phase gilt Les Degrés du savoir (1932). Darin zeigte Maritain, wie die verschiedenen Erkenntnisarten aus Naturwissenschaft, Mathematik, Metaphysik und Mystik aufeinander aufbauen und einander ergänzen.

#### Bekenntnis zu Demokratie und Humanismus
Nicht nur an Maritains Werken ab 1933 lässt sich ablesen, dass seine dritte Schaffensphase unter dem Primat der Freiheit stand. Philosophisch richtete Maritain sein Augenmerk erst verstärkt auf die Ontologie, d. h., er untersuchte neben der Essenzordnung intensiv die von ihm bis dahin eher vernachlässigte Existenzordnung (Sept leçons sur l’être 1934; De Bergson à Thomas d’Aquin 1944). Zusätzlich suchte er persönlich gegenüber der katholischen Hierarchie eine eigenständigere Position „als christlicher und weniger als apologetischer Philosoph“ einzunehmen. Dabei scheute er sich nicht, für das politisch linke Spektrum einzutreten. Er unterstützte den Aufbau der liberalkatholischen Zeitschrift „Sept“ sowie als freier Mitarbeiter die 1935 entstehende linke Wochenzeitung „Vendredi“, die sich rühmte, die bekanntesten Köpfe der Linken zu vereinen.
Zudem wandte er sich konsequent der Praktischen Philosophie zu und beschäftigte sich mit Fragen der Ethik (Science et Sagesse 1935; Saint Thomas et le problème du mal 1942) sowie mit den Grundlagen der Politik. Seine Studien prägte nun ein klares Bekenntnis zur Demokratie und gipfelten bereits 1936 in Humanisme intégral, dem großen Werk seiner zweiten Phase. Darin legte Maritain eine Gesellschaftsordnung vor, deren humanistische Grundwerte dem Geist des Evangeliums entsprechen, zugleich aber ohne eine konfessionelle Bindung von Parteien auskamen. Weitere Werke zum Schutz der demokratischen Freiheit und zur Vermeidung von Diktaturen folgten (Les Droits de l’homme et la loi naturelle 1942; Christianisme et démocratie 1943; Principes d’une politique humaniste 1944), nicht zuletzt, um vom Naturgesetz her die Rechte der Person allgemein verbindlich definieren und ihre unantastbare Würde durch einen theozentrischen Humanismus schützen zu können.
Seit Mitte der zwanziger Jahre wurde Maritain europaweit zu Vorträgen eingeladen, 1933 zu ersten Gastvorlesungen nach Toronto und Chicago. Nachdem seine Tätigkeit als Gastprofessor in den USA stetig zunahm, verlegte er (nicht zuletzt aufgrund der Kriegswirren) seinen Wohnsitz ab 1940 nach New York, von wo aus er durch mehr als einhundert Artikel und Radioansprachen den Kampf gegen das NS-Regime unterstützte.

#### Personalismus
Maritains letzte Schaffensphase (1947–1973), von vielen Maritain-Kritikern übergangen, war geprägt durch die Erarbeitung eines kohärenten Personalismus. Obwohl Maritain auf Drängen von Charles de Gaulle 1945–1948 das Amt des Botschafters am Heiligen Stuhl in Rom übernommen hatte, nutzte er jede freie Minute, um die verschiedenen Erkenntnisformen seiner vorigen Phase – die Maritains Meinung nach für den Philosophen konstitutive Seins- bzw. Existenzintuition (Sept leçons sur l’être, 1934), die Erkenntnis durch natürliche Mystik (Quatre essais sur l’esprit, 1939) sowie die moralischen Entscheidungen vorausgehende Einsicht in die moralische Ordnung (De Bergson à Thomas d’Aquin, 1944) – weiter zu entfalten und in einem umfassenden System zusammenzuführen. Daneben unterstützte er auch Initiativen der Verständigung zwischen Christen und Juden in der Konferenz von Seelisberg und in der Fribourg-Konferenz.
Bisher schienen ihm nur Erkenntnisformen brauchbar (obwohl er um andere wusste), die zur Essenzebene gehören und als begriffliche Erkenntnis den verschiedenen Abstraktionsgraden zugeordnet werden können. Indem er nun beim menschlichen Erkennen verschiedene Arten konnaturaler Einsichten unterschied, konnte er auch die Erkenntnisformen in seine Epistemologie integrieren, die auf der Existenzebene stattfinden. Damit gelang Maritain eine metaphysische Grundlegung der Person (Court traité, 1947; Raison et raisons, 1947), die nicht länger nur als suppositum, als Träger von Intellekt und Wille galt. Indem Maritain die Subsistenz nicht mehr als passiven Status der Unabhängigkeit, sondern als aktive und autonome Ausübung des Existenzaktes definierte, konnte er die Person als neue subsistierende Dimension umschreiben, die um sich selbst weiß (Selbstinnerlichkeit) und über sich selbst verfügt (Selbstand). Selbstand meint für ein geistbegabtes Subjekt, dass es sich nicht in mentalen Operationen erschöpft, sondern einer nie versiegenden Quelle gleicht, die sich in Akten von Erkenntnis und Liebe verströmt. Darum prägte Maritain den Begriff „geistige Überexistenz“, um damit das Zentrum der Person zu umschreiben, das im Letzten auf unerschöpflichen interpersonalen Austausch angelegt ist. In diesem Kontext ist zu diskutieren, wie Maritains Verhältnis zum französischen Existenzialismus ist. Mit Sartre und dessen Atheismus (La signification de l'athéisme contemporain, 1949), aber auch mit Kierkegaard und Heidegger hat er sich intensiv auseinandergesetzt, ihre Beiträge aber gegenüber Thomas als verfehlt erklärt.

#### Mitwirkung an der Allgemeinen Erklärung der Menschenrechte
Nach 1945 wurde ihm eine wichtige Aufgabe übertragen: Er sollte die Leitung der Delegation übernehmen, die Frankreich bei den UNESCO-Sitzungen in Mexiko-Stadt vertrat, wo es einen Entwurf für einen global geltenden Katalog von Menschenrechten auszuarbeiten galt. In den Diskussionen konnte Maritain auf seinen philosophisch fundierten Katalog von 26 Menschenrechten zurückgreifen (Les Droits de l’homme et la loi naturelle, 1942) und damit gleichermaßen eine präzise wie übergreifende Bestimmung der eigentlichen personalen Rechte vorlegen. Sein Einfluss auf die Beratungen in Mexiko kam schließlich darin zum Ausdruck, dass sich 22 der 26 von ihm vorgeschlagenen Rechte in der Allgemeinen Erklärung der Menschenrechte wiederfanden, die die Vereinten Nationen am 10. Dezember 1948 verabschiedeten. Bereits im Frühjahr 1948 bat Maritain um seine Entlassung aus dem diplomatischen Dienst und kehrte aus Rom in die USA, seine Wahlheimat, zurück.

### Spätwerk
In Princeton nahm Maritain als Professor emeritus den eigens für ihn eingerichteten Lehrstuhl für Moralphilosophie an und arbeitete weiter an Aspekten des Existentialismus und Personalismus. Dazu gehörten zunächst Ausführungen zum Freiheitsbegriff, zur intuitiven Einsicht in moralische Normen und zum aus moralischem Handeln resultierenden Seinswachstum (La loi naturelle, 1950; Neuf leçons sur la philosophie morale, 1951; Approches de Dieu, 1953).
Mit diesen Grundlagen konnte er 1953 in seinem Hauptwerk dieser Phase, L’Intuition créatrice dans l’art et dans la poésie, anhand der detaillierten Untersuchung dessen, was sich im Künstler von der auslösenden Inspiration bis zum fertigen Kunstwerk abspielt, ein dynamisches Seelenmodell vorlegen. Darin integrierte er sämtliche Aspekte konnaturaler Erkenntnis, innerpsychischer Vorgänge, schöpferisch-personaler Selbständigkeit und ontologischer Seinsmächtigkeit.
Später ging Maritain auch noch an die theologische Untersuchung der Person Jesu und seiner beiden Naturen (De la grâce et de l’humanité de Jésus, 1967). Der Lehrstuhl in Princeton ließ Maritain genügend Freiraum für internationale Vorträge, v. a. in den aufstrebenden Staaten Lateinamerikas, für Kongresse wie auch für eine Reihe weiterer sehr verschiedener Veröffentlichungen (Pour une philosophie de l’éducation, 1953; Le Péché de l’Ange, 1956; Pour une philosophie de l’histoire, 1957; Liturgie et contemplation, 1959; La Philosophie morale, 1960). Durch den Tod seiner Schwägerin Véra (1959), die seit 1907 den gemeinsamen Haushalt versorgt hatte, und seiner Ehefrau (1960) geriet Maritain in eine schwere Krise. Er ließ sich im März 1961 in Toulouse nieder, wo er bis zu seinem Tod bei den von Charles de Foucauld gegründeten Petits Frères de Jésus eine neue geistige Heimat fand und sich eigentlich nur ungestört auf das Sterben vorbereiten wollte.
Wider Erwarten begann er erneut zu publizieren. Auf die persönlichen Aufzeichnungen seiner Ehefrau (Journal de Raïssa, 1962) folgten seine eigenen Memoiren (Carnet de notes, 1964). In der Folgezeit ergänzte er viele seiner Werke und Gedanken durch eine Fülle weiterer Artikel und Vorträge (Approches sans entraves, 1973 posthum). Sein Buch Le Paysan de la Garonne (1966) ist eine Zusammenfassung seines Denkens in einem kritischen Blick auf Veränderungen in der Kultur, in der Politik und in der Kirche; es ist nicht zuletzt eine Kritik von Entwicklungen beim Zweiten Vatikanischen Konzil. Vor diesem Hintergrund kann Maritains letzte Schaffensphase kaum als Rückfall ins rechte Lager bezeichnet werden, sondern ist als eigenständiges Streben nach einem kohärenten personalistischen Ansatz zu werten. Offizielle Anerkennung erntete er dafür u. a. durch die Gründung des Jacques Maritain Center an der Notre Dame University in Indiana (USA) 1958, des Cercle d’études Jacques et Raïssa Maritain in Kolbsheim (Frankreich) 1962, des Institut International Jacques Maritain 1964 in Rom sowie durch die Verleihung des „Grand Prix de Littérature“ im Juni 1961 und des „Grand Prix National des Lettres“ 1963 seitens der Académie Française.
Am 8. Dezember 1965 nahm er zum Abschluss des II. Vaticanums zusammen mit Jean Guitton aus der Hand seines langjährigen Freundes Papst Paul VI., mit dem er sich in der Zeit als Vatikanbotschafter in Rom fast wöchentlich getroffen hatte, die Botschaft an die Welt der Geisteswissenschaften in Empfang. Sein Werk hatte großen Einfluss auf die Grundhaltungen des Konzilspapstes. Paul VI. nannte ihn seinen „Lehrmeister“ und übersetzte mehrere Schriften Maritains ins Italienische. Maritain lieferte auch einen Entwurf für das Credo des Gottesvolkes von 1968, den sein langjähriger Freund Charles Journet – unabgesprochen – unverändert dem Papst zusandte. Dieser fand in dem Entwurf den angemessenen Ausdruck des sensus fidelium (Glaubenssinnes der Gläubigen) und legte den Entwurf weitgehend dem verbindlichen Credo zugrunde. Auf Maritains offiziellen Eintritt ins Noviziat der Kleinen Brüder am 1. Oktober 1970 folgten bereits ein Jahr später die Ewige Profess. In dieser Gemeinschaft starb Jacques Maritain 1973 als ein „Pilger des Absoluten“.

### Maritains „lebendiger Thomismus“
Maritain vertrat einen „lebendigen Thomismus“, der unvoreingenommen „mit den geistigen Anstrengungen der Moderne sympathisiert und wie der hl. Thomas über aktuelle Probleme nachdenkt“. Für ihn war der Thomismus „heute noch wie im Mittelalter aktiv, eroberungslustig und als einziger in der Lage – unter der Bedingung, dass die Integrität seiner Prinzipien erhalten bleibt –, auf die gegenwärtigen Schwierigkeiten zu antworten“. Darum Maritains viel zitiertes „Weh mir, wenn ich nicht Thomas treibe!“ Ausführlich präsentierte Maritain sein Verständnis des Thomismus in Le Docteur angélique(1930, S. 22-25), wo er thesenhaft u. a. darauf hinweist, dass es „eine thomistische Philosophie, aber keinen Neothomismus gibt“. Denn der Thomismus „erhebt den Anspruch, die Vernunft für die Unterscheidung von richtig und falsch zu gebrauchen. Er will das moderne Denken nicht vernichten, sondern es reinigen und alles integrieren, was seit Thomas als wahr entdeckt wurde.“ So gesehen „ist der Thomismus eine Weisheit“, denn seine Prinzipien und seine Struktur „basieren einzig auf der Erfahrung und der Vernunft“. Damit ist er zwar „von den Grundgegebenheiten des Glaubens unabhängig“, aber offen für dessen Anregungen. Bereits wenige Jahre zuvor schrieb er, dass der Thomismus „nicht die Philosophie eines Einzelnen ist oder ein System unter anderen, sondern vielmehr die beständig sich weiter entwickelnde Philosophie der Menschheit. Als Seinsphilosophie vertraut sie der Vernunft mit mehr Kühnheit als alle anderen Philosophien, steht jedoch im Dialog mit ihnen und greift deren Beiträge auf.“
Mit dieser Auffassung grenzte sich Maritain von vielen (Neo-)Thomisten ab, die mehr an einer nach innen gerichteten Systematisierung des Thomismus interessiert waren. Nach ihrem Verständnis entsprach der Philosophia perennis ein geschlossenes System, da nur so gegenüber den Veränderungen der Moderne und deren Prinzip der Geschichtlichkeit, das alles zu relativieren schien, überzeitliche Gültigkeit garantiert werden konnte. Dazu stand Maritains kreativer Ansatz in gewissem Gegensatz, da dieser zwar die Texte des Thomas voraussetzte, allerdings nicht im Sinne der Forschung, die ein Philosophiehistoriker betreibt. Vielmehr sollten aktuelle Fragen und Probleme im Licht des Denkens und der Prinzipien des Aquinaten betrachtet werden. Dieser sei „der Apostel der Moderne; unsere Aufgabe hingegen ist es, für die neuen Materialien und Probleme die wertvollen Werkzeuge der Weisheit, die Denkmittel einzusetzen, mit denen er uns ausgerüstet hat.“ – Maritains Verständnis des Thomismus ist durchweg von großer Kreativität geprägt, so dass Étienne Gilson, trotz seiner andersartigen Thomas-Interpretation, von „begnadeten charismatischen Einsichten“ spricht. „Es gab wohl keine Frage, egal wo sie gestellt wurde, die Maritain nicht begriff und auf die er keine Antwort gab.“
Damit verweist Gilson auf das Phänomen, dass sich Maritains Schriften mit fast sämtlichen Bereichen der Geisteswissenschaften beschäftigten: Neben den verschiedenen Disziplinen der Philosophie wie Ontologie, Epistemologie, Metaphysik, Logik, Philosophiegeschichte, Anthropologie und Ethik befasste er sich u. a. mit Fragen der Kunst, Politik, Pädagogik, Spiritualität, Theologie. Wenn es einem Thomisten im 20. Jahrhundert gelungen ist, den Thomismus und seine Prinzipien über philosophisch interessierte Zirkel hinaus fruchtbar ins Gespräch zu bringen, dann ist es verständlich, dass sich Papst Johannes Paul II. entschloss, Maritain „neben die Meister der antiken Philosophie zu stellen“. Denn Maritain hat sich typisch neuscholastischen Katalogisierungsbemühungen erfolgreich widersetzt und in kreativer Eigenständigkeit viele offene Fragen des Thomismus beantwortet oder vorangebracht. So u. a. eine auf konnaturale Einsichten aufbauende Epistemologie; eine gleichermaßen die Essenz- wie die Existenzordnung berücksichtigende Ontologie; ein von den Kategorien Freiheit und Liebe ausgehender analoger Personbegriff; ein dynamisches Seelenmodell, das nicht nur Erkenntnisse der modernen Psychologie aufnimmt, sondern auch Anforderungen und Konsequenzen ethischen Handelns in einer modernen Anthropologie integriert.
Sein kohärenter Personalismus ermöglichte es dem späten Maritain, das neuzeitliche Prinzip der Geschichtlichkeit nicht als Faktor einer Relativierung überzeitlicher Wahrheiten, sondern als Ausdruck menschlicher Freiheit und Verantwortung zu sehen. Der Mensch ist zu Erkenntnis und Handeln in Freiheit und Liebe geschaffen und kann zur Vermenschlichung der Welt sowie zu ihrer Vergöttlichung mit Hilfe der Gnade beitragen – ganz im Sinne eines integralen Humanismus. Diese Interaktion mit der Welt und ihren Geschöpfen beeinflusst einerseits den Lauf der Geschichte, muss aber andererseits an überzeitlichen Prinzipien gemessen werden können, die darüber entscheiden, ob das Wechselspiel der Freiheiten, das die Grundlage der Geschichte bildet, eine zu- oder abnehmende Humanisierung des Menschen und seiner Welt (Seinswachstum oder -minderung) bewirkt. Gilsons Urteil: „Maritain ist der einzige Thomist unserer Tage, dessen Denken sich bewahrheitet hat als hochstehend, kühn, kreativ und fähig, sich mit den drängendsten Problemen auseinander zu setzen.“
Zurzeit (2020) gibt es im Buchhandel keinen Text Maritains in deutscher Sprache trotz seines Lobes noch durch Joseph Ratzinger. Auch Papst Franziskus lobte ihn 2016 erneut als tiefen französischen Denker mit Guitton, Blondel und dem Nichtkatholiken Levinas. Maritain identifizierte aber weitgehend das christliche Erbe mit den Werten der Demokratie: „… dann wird man schwerlich erwarten, dass die demokratische Überzeugung in einer nichtchristlichen Umwelt Bestand haben kann.“ Nicht nur diese Position macht seine Rezeption heute schwierig. Heinz Hürtens Sichtung des Einflusses auf das politische Denken in Deutschland hebt seine negative Bewertung der katholischen (Zentrumspartei) oder christlichen politischen Parteien (CDU) hervor, die in den 1950er Jahren nicht gut ankommen konnten. Auch sei der sehr wirkmächtige Personalismus in der Trias mit Subsidiarität und Solidarität in Deutschland eher mit Max Scheler und Romano Guardini, auch mit Martin Buber begründet worden. Der Begriff sei auf Emmanuel Mounier zurückzuführen. Maritains Beiträge zur Erklärung der Menschenrechte blieben weitgehend in Deutschland unbekannt, da die 1948 erklärten sozialen Rechte für viele unter dem Verdacht standen, eine zu große Konzession an die Linke gewesen zu sein. Auch Maritain selbst identifizierte sich keineswegs mit der Erklärung von 1948, da in ihr das Wort Gott gar nicht vorkomme. An ihre Stelle wollte er eine letztlich christliche Moralische Charta treten lassen.

## Schriften

### Originalausgaben
- La philosophie bergsonienne, 1914 (1948)
- Eléments de philosophie, 2 Bd.e, Paris 1920/23
- Art et scolastique, 1920
- Théonas ou les entretiens d’un sage et de deux philosophes sur diverses matières inégalement actuelles, Paris, Nouvelle librairie nationale, 1921
- Antimoderne, Paris, Édition de la Revue des Jeunes, 1922
- Réflexions sur l’intelligence et sur sa vie propre, Paris, Nouvelle librairie nationale, 1924.
- Trois réformateurs : Luther, Descartes, Rousseau, avec six portraits, Paris [Plon], 1925
- Réponse à Jean Cocteau, 1926
- Une opinion sur Charles Maurras et le devoir des catholiques, Paris [Plon], 1926
- Primauté du spirituel, 1927
- Pourquoi Rome a parlé (coll.), Paris, Spes, 1927
- Quelques pages sur Léon Bloy, Paris 1927
- Clairvoyance de Rome (coll.), Paris, Spes, 1929
- Le docteur angélique, Paris, Paul Hartmann, 1929
- Religion et culture, Paris, Desclée de Brouwer, 1930 (1946; 1968 nochmals mit Du régime (1933))
- Le thomisme et la civilisation, 1932
- Distinguer pour unir ou Les degrés du savoir, Paris 1932
- Le songe de Descartes, Suivi de quelques essais, Paris 1932
- De la philosophie chrétienne, Paris, Desclée de Brouwer, 1933
- Du régime temporel et de la liberté, Paris, DDB, 1933
- Sept leçons sur l'être et les premiers principes de la raison spéculative, Paris 1934
- Frontières de la poésie et autres essais, Paris 1935
- La philosophie de la nature, Essai critique sur ses frontières et son objet, Paris 1935 (1948)
- Lettre sur l’indépendance, Paris, Desclée de Brouwer, 1935.
- Science et sagesse, Paris 1935
- Humanisme intégral. Problèmes temporels et spirituels d'une nouvelle chrétienté; zunächst spanisch (1935), Paris (Fernand Aubier), 1936 (1947)
- Les Juifs parmi les nations, Paris, Cerf, 1938
- Questions de conscience : essais et allocutions, Paris, Desclée de Brouwer, 1938
- La personne humaine et la societé, Paris 1939
- Le crépuscule de la civilisation, Paris, Éd. Les Nouvelles Lettres, 1939
- Quattre essais sur l'ésprit dans sa crudition charnelle, Paris 1939 (1956)
- De la justice politique, Notes sur le présente guerre, Paris 1940
- Scholasticism and politics, New York 1940
- A travers le désastre, New York 1941 (1946)
- Conféssion de foi, New York 1941
- Ransoming the time (Redeeming the time), New York 1941
- La pensée de St.Paul, New York 1941 (Paris 1947)
- Les Droits de l'Homme et la Loi naturelle, New York 1942 (Paris 1947)
- Saint Thomas and the problem of evil, Milwaukee 1942;
- Essays in Thomism, New York 1942;
- Christianisme et démocratie, New York 1943 (Paris 1945)
- Education at the crossroad, New Haven 1943
- Principes d'une politique humaniste, New York 1944 (Paris 1945);
- De Bergson à Thomas d'Aquin, Essais de Métaphysique et de Morale, New York 1944 (Paris 1947)
- A travers la victoire, Paris 1945;
- Messages 1941–1944, New York 1945;
- Pour la justice, Articles et discours 1940–1945, New York 1945;
- Le sort de l'homme, Neuchâtel 1945;
- Court traité de l'existence et de l'existent, Paris 1947;
- La personne et le bien commun, Paris 1947;
- Raison et raisons, Essais détachés, Paris 1948
- La signification de l'athéisme contemporain, Paris 1949
- Man and state, Chicago 1951
- Neuf leçons sur les notions premières de la philosophie morale, Paris 1951
- Approches de Dieu, Paris 1953.
- L'Homme et l'Etat (engl.: Man and State, 1951) Paris, PUF, 1953
- Creative intuition in Art and Poetry (engl.), 1953
- On the philosophy of history, ed. J.W. Evans, New York 1957
- Truth and human fellowship, Princeton 1957
- Reflections on America, New York 1958
- Pour une philosophie de l'éducation, Paris 1959
- Le philosophe dans la Cité, Paris 1960
- The responsibility of the artist, New York 1960;
- La philosophie morale, Vol. I: Examen historique et critique des grands systèmes, Paris 1960
- Man's approach to God, Latrobe/Pennsylvania 1960
- On the use of philosophy, Princeton 1961
- A preface to metaphysics, New York 1962
- Dieu et la permission du mal, 1963
- Carnet de notes, Paris, DDB, 1965
- L'intuition créatrice dans l'art et dans la poésie, Paris, Desclée de Brouwer, 1966 (engl. 1953)
- Le paysan de la Garonne. Un vieux laïc s’interroge à propos du temps présent, Paris, DDB, 1966
- Challenges and renewals, ed. J.W. Evans/L.R. Ward, Notre Dame/Ind. 1966
- The education of man, The educational philosophy of J.M., ed. D./I. Gallagher, Notre Dame/Ind. 1967
- De la grâce et de l'humanité de Jésus, 1967
- De l'Église du Christ. La personne de l'église et son personnel, Paris 1970
- Approches sans entraves, posthum 1973.
- Loi naturelle ou loi non-ecrite, Fribourg, posthum 1986.
- Natural Law: Reflections on Theory and Practice, ed. William Sweet, posthum 2001.
- Oeuvres complètes de Jacques et Raissa Maritain, 17 Bde., 1982–2008.

### Deutsche Ausgaben
- Antimodern. Die Vernunft in der modernen Philosophie und in der aristotelisch-thomistischen Erkenntnisordnung. Augsburg 1930 (original 1922)
- Der Thomismus und der Mensch in der Zeit. Köln 1931.
- Von der christlichen Philosophie. Salzburg/Leipzig 1935 (original 1933).
- Religion und Kultur. Freiburg 1936 (original 1930).
- Gesellschaftsordnung und Freiheit. Luzern 1936 (original 1933).
- Von Bergson zu Thomas von Aquin. Cambridge, Mass. 1945 (original 1944).
- Die Stufen des Wissens oder durch Unterscheidung zur Einung. Mainz 1954 (original 1932).
- Christentum und Demokratie. Augsburg 1949.
- Christlicher Humanismus. Politische und geistige Fragen einer neuen Christenheit. Heidelberg 1949/1950 (original 1936).
- Erziehung am Scheidewege. Berlin 1951 (original 1942).
- Die Menschenrechte und das natürliche Gesetz. Auer, Bonn 1951 (original 1942).
- Wege zur Gotteserkenntnis. Colmar 1955 (original 1953).
- Amerika, Land der Hoffnung. Mainz 1959 (original 1958).
- Wahrheit und Toleranz. Heidelberg 1960 (original 1957).
- Beiträge zu einer Philosophie der Erziehung. Paderborn 1966 (original 1942/1959; deutsch 1951).
- Der Bauer von der Garonne. Ein alter Laie macht sich Gedanken. Kösel, München 1969 (original 1966).